# Maximilien Friche
 (mars 2025).
Motif : notoriété de l'auteur?
- Archive Wikiwix
- Bing
- Cairn
- DuckDuckGo
- E. Universalis
- Gallica
- Google
- G. Books
- G. News
- G. Scholar
- Persée
- Qwant
- (zh) Baidu
- (ru) Yandex
- (wd) trouver des œuvres sur Wikidata

| 1. | Préciser le motif de la pose du bandeau. | Précisez le motif de la pose du bandeau en utilisant la syntaxe suivante : {{admissibilité à vérifier\|date=mai 2025\|motif=remplacez ce texte par le motif}}                          |
| 2. | Informer les utilisateurs concernés.     | Pensez à avertir le créateur de l'article, par exemple, en insérant le code ci-dessous sur sa page de discussion : {{subst:avertissement admissibilité à vérifier\|Maximilien Friche}} |

Maximilien Friche est un écrivain français né le 8 décembre 1975. Il est également rédacteur en chef de la revue Mauvaise Nouvelle depuis 2013, et directeur des éditions Nouvelle Marge depuis 2016.

## Biographie
Maximilien Friche est né le 8 décembre 1975. Il publie un premier roman intitulé La prière en 2006 aux éditions Le Manuscrit. En 2008, il participe à la revue Contrelittérature. En 2012, il participe à l'ouvrage collectif dirigé par Alain Santacreu : Du religieux dans l'art.
Il publie un roman en 2018 un roman intitulé L'impasse du salut aux éditions Sans escale. Stéphane Blanchonnet évoque des parentés aussi bien avec Houellebecq ou Dostoëvski. En 2020, il publie Apôtres d'opérette aux éditions Sans escale.
Maximilien Friche participe à plusieurs revue dans le domaine de la littérature et de l'art et notamment : Zone critique ; Huis Clos ; Livr'arbitres ; À rebours ainsi qu'au Bien Commun, journal du mouvement politique français nationaliste et royaliste d'extrême droite Action française.
En 2025, il publie aux éditions Nouvelle Marge un ouvrage collectif qu'il dirige sur André Suarès. Son prochain roman à sortir aux éditions Sans escale en 2025 s'intitule Fol.